# Rörelse (fysik)

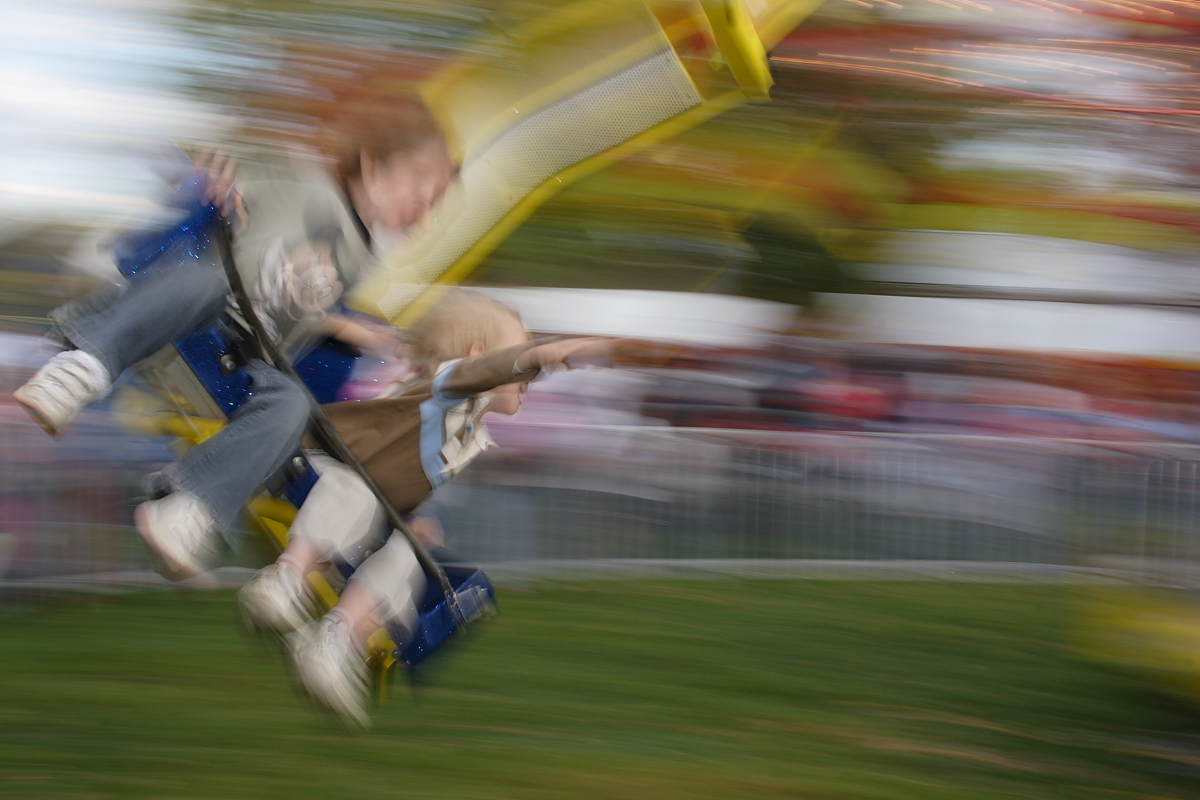
Cirkulär rörelse

Rörelse är inom fysiken en kropps lägesändring. Beskrivningen av läge som funktion av tid är kinematik, en gren av klassisk mekanik. Grundbegrepp är position, hastighet och acceleration, som i två och tre dimensioner beskrivs med vektorer.

## Historia
I enlighet med erfarenhet och observation lärde Aristoteles att de jordiska tingens naturliga tillstånd var vila. Rörelse kom till ett slut, eftersom kroppar strävade efter vila. Endast himlakroppars rörelse var konstant, eftersom deras naturliga tillstånd var cirkulär rörelse.
Mekaniken utvecklades under medeltiden, och fann sitt moderna sätt att betrakta rörelse hos Galilei och Newton. Här är det inte något speciellt med vila, eftersom rörelse och vila är relativa begrepp. En kropp i rörelse utan yttre påverkan fortsätter sin rörelse med samma hastighet, dvs med samma fart och i samma riktning.

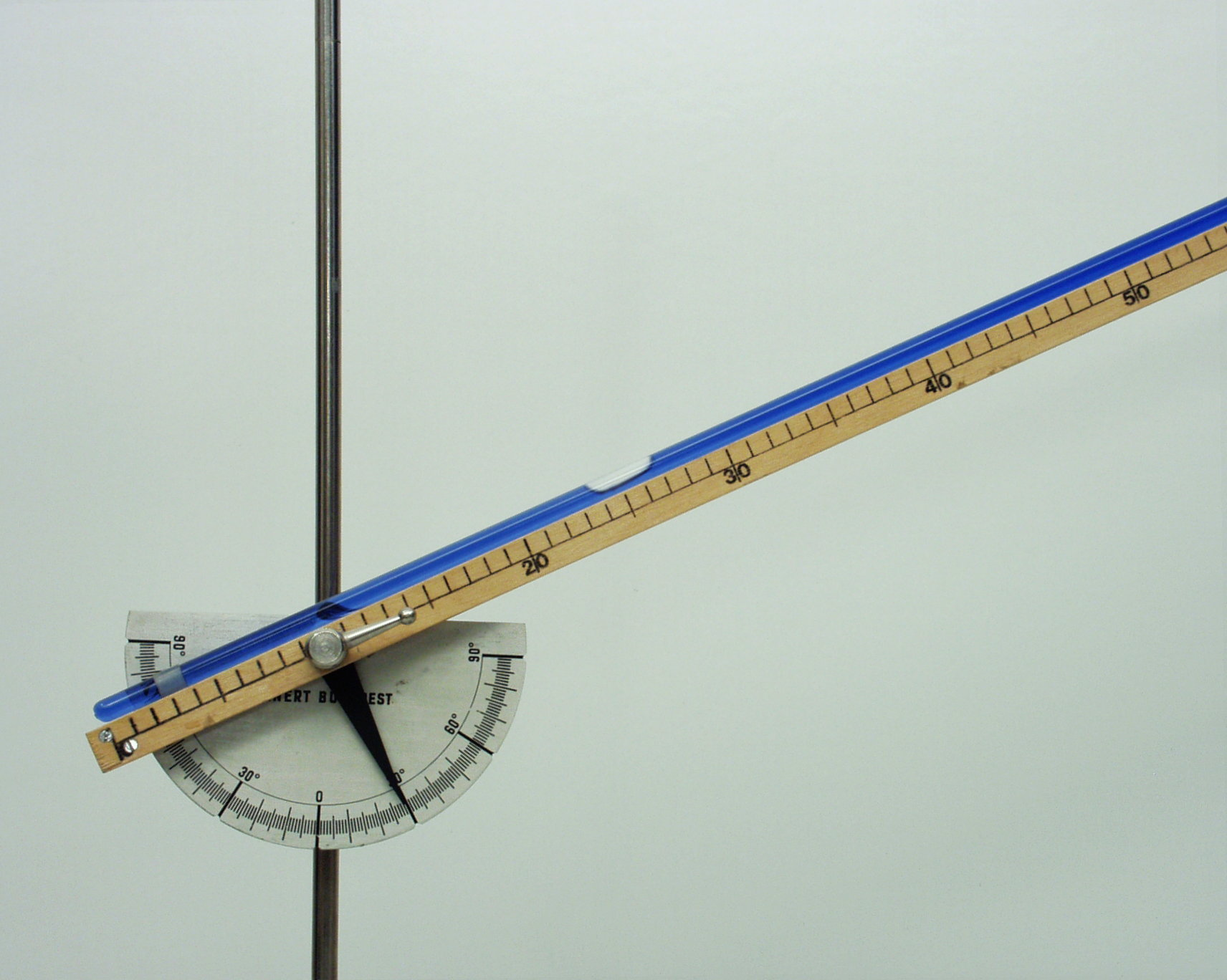
Mikola-tub flyttar bubbla vid rätlinjig likformig rörelse

## Rätlinjig rörelse

Läge, hastighet och acceleration av rätlinjig rörelse som funktion av tid.

Rörelse längs en rak linje kan mätas med en Mikola-tub med en rörlig bubbla i ett rakt rör. Bubblans hastighet uppskattas vid 20° och 40° vinkel. De samlade data ger två grafer i ett diagram med samma hastighet mot tid. 
Den rätlinjiga rörelsen kan ritas som en matematisk funktion av avstånd eller position som funktion av tid. Man kan också rita kroppens hastighet eller dess acceleration som funktion av tid. Dessa funktioner har en matematisk relation till varandra: hastighet är positionens derivata med avseende på tid. Acceleration är hastighetens tidsderivata, eller positionens andraderivata:
{\displaystyle v={\frac {{\rm {d}}s}{{\rm {d}}t}}}
{\displaystyle a={\frac {{\rm {d}}v}{{\rm {d}}t}}={\frac {{\rm {d}}^{2}s}{{\rm {d}}t^{2}}}}
Figuren till höger visar ett exempel. Den gröna linjen anger läge som funktion av tid. Först är kroppen i vila, sedan börjar den röra på sig. Den blå kurvan visar att hastigheten är konstant under en tid tills kroppen stannar en stund, börjar röra sig åt motsatt håll och stannar nära utgångsläget. Accelerationen är skild från noll endast, när hastigheten ändrar sig. Enligt Newtons rörelselagar är det endast då, som det verkar en kraft på kroppen.
Några specialfall av rätlinjig rörelse är likformig rörelse (när hastigheten är konstant) och likformigt föränderlig rörelse (när accelerationen är konstant). Ett annat specialfall är harmonisk rörelse, när kroppens läge oscillerar fram och tillbaka enligt en sinusfunktion.

## Kroklinjiga rörelser
Kroklinjiga rörelser kräver beskrivning med två eller tre rymdkoordinater. Såväl läge som hastighet och acceleration är vektorer, med båda storlek och riktning. Hastighet är ändring i position och dess riktning är parallell med kroppens bana. Så är inte nödvändigtvis fallet med acceleration. När hastigheten ändrar riktning, är accelerationen inte parallell med rörelseriktningen. Även här finns specialfall. Enklast är uniform cirkulär rörelse och kastparabeln.

### Uniform cirkulär rörelse

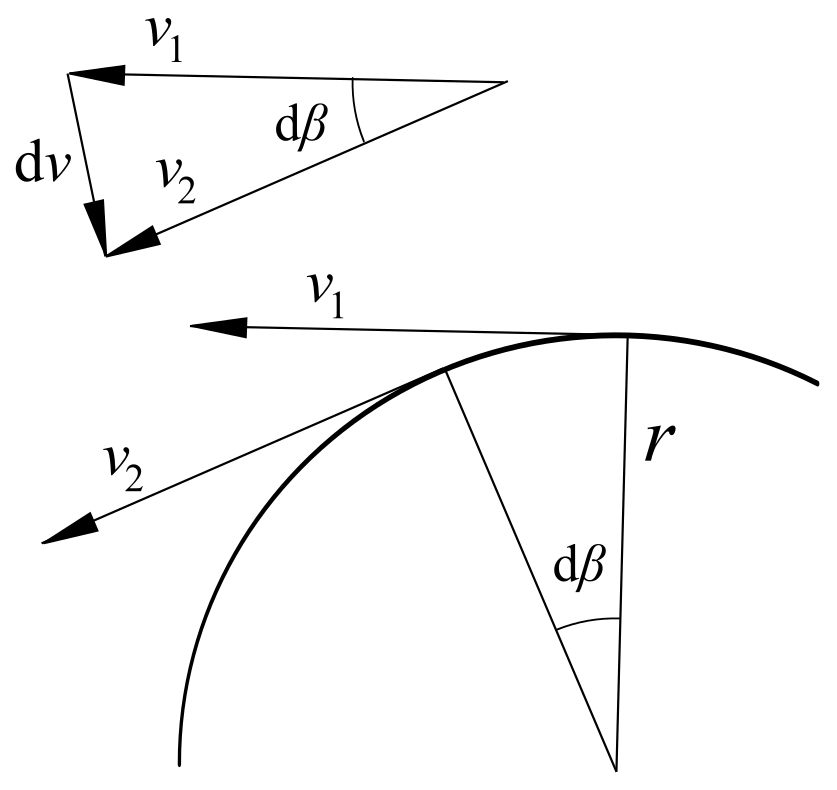
Accelerationens belopp är v²/r och accelerationen dv är riktad mot cirkelns centrum

Vid uniform cirkulär rörelse färdas en partikel med konstant fart i en cirkelbana. Rörelsen kan beskrivas med banans radie R och partikelns vinkelhastighet ω, som är tidsderivatan av vinkelpositionen β. Vinkelhastigheten har SI-enheten radianer per sekund. Partikelns fart är 
{\displaystyle v=r{\frac {{\rm {d}}\beta }{{\rm {d}}t}}=r\omega }
Figuren till höger visar att den infinitesimala hastighetsändringen dv är riktad mot cirkelns centrum och att dess storlek är proportionell mot hastigheten och mot dβ. Accelerationens belopp ges av
{\displaystyle a={\frac {{\rm {d}}v}{{\rm {d}}t}}=v{\frac {{\rm {d}}\beta }{{\rm {d}}t}}={\frac {v^{2}}{r}}=\omega ^{2}r}
Om vektorn ω är vinkelrät mot cirkelns plan och dess belopp är rotationshastigheten i radianer per sekund, kan hastigheten för en kropp i cirkulär bana beskrivas med kryssprodukten
{\displaystyle \mathbf {v} ={\boldsymbol {\omega }}\times \mathbf {r} }
och accelerationen som
{\displaystyle \mathbf {a} ={\boldsymbol {\omega }}\times \mathbf {v} ={\boldsymbol {\omega }}\times \left({\boldsymbol {\omega }}\times \mathbf {r} \right)}
vilket är en vektor vinkelrät mot både  ω och v.